# Walter Kohn

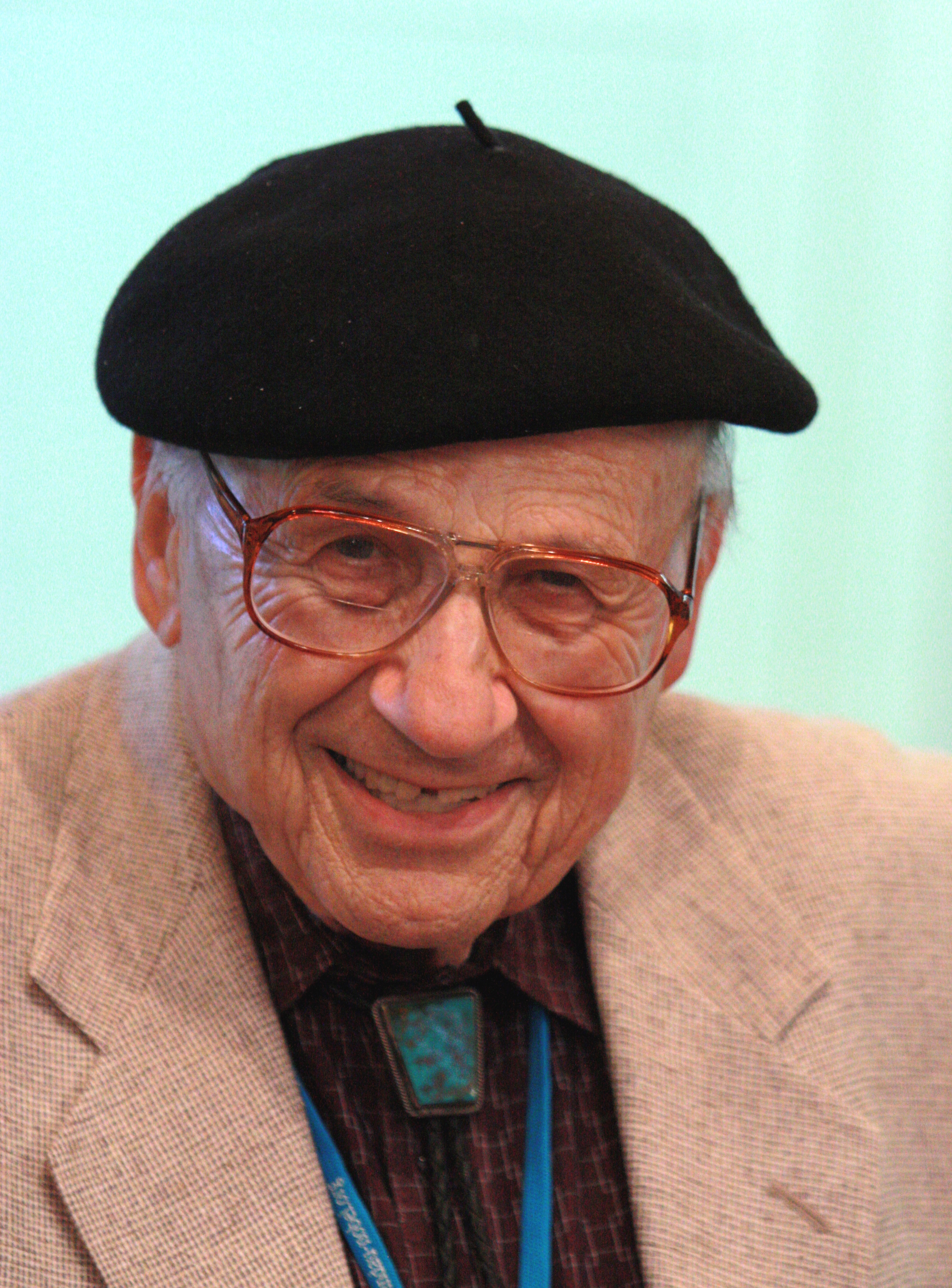
Walter Kohn (2012)

Walter Kohn (* 9. März 1923 in Wien; † 19. April 2016 in Santa Barbara, Kalifornien) war ein US-amerikanischer Physiker österreichischer Herkunft. 1998 wurde er für seine Entwicklung der Dichtefunktionaltheorie, deren Grundlage das Hohenberg-Kohn-Theorem ist, mit dem Chemie-Nobelpreis ausgezeichnet.

## Leben
Kohn wuchs in Wien als Sohn jüdischer Eltern auf. Er besuchte das Akademische Gymnasium in Wien und das Kaiser-Franz-Joseph-Realgymnasium. Sein Vater betrieb den von Salomon Kohn gegründeten Postkartenverlag Brüder Kohn. Während seine Eltern und viele weitere Verwandte im Holocaust umkamen, gelangte er mit einem Kindertransport nach England. Im Rahmen einer zwangsweisen Umsiedlung von „deutschen“ Zivilinternierten, die als Enemy Alien betrachtet wurden, erreichte er 1940 Kanada und wurde dort zusammen mit Josef Eisinger von dem bereits 1938 eingewanderten Bruno Mendel aufgenommen. Im Zweiten Weltkrieg war er auf kanadischer Seite Soldat.
Kohn machte seinen Bachelor in Mathematik und Physik an der University of Toronto 1945 und ein Jahr später seinen Master in angewandter Mathematik. Zu seinen Lehrern gehörten H. S. M. Coxeter, John Lighton Synge, Leopold Infeld und Richard Brauer. 1948 promovierte er an der Harvard University bei Julian Schwinger in theoretischer Physik. Das Thema war das quantenmechanische Dreikörperproblem. Er lehrte von 1950 bis 1960 an der Carnegie Mellon University, dann bis 1979 an der University of California, San Diego. Ab 1953 bis Mitte der 1960er Jahre war er regelmäßig für Bell Laboratories tätig, wo er u. a. mit William B. Shockley und Joaquin M. Luttinger z. B. über die Theorie der Störstellen in Halbleitern zusammenarbeitete.
Im Jahr 1959 veröffentlichte er seine Entdeckung zur Kohn-Anomalie, einer Divergenz bezüglich der Dispersionsrelation bei Phononen. Der Beginn seiner Arbeiten zur Dichtefunktionaltheorie liegt nach Kohn in Arbeiten zur elektronischen Struktur von Legierungen (seit 1963). Zwei grundlegende Arbeiten dazu – zunächst in Paris mit Pierre Hohenberg zusammenarbeitete und dann in San Diego mit Lu J. Sham – waren 2005 die zwei meistzitierten Arbeiten in der damals über einhundertzehnjährigen Geschichte der Physical Review. Darin bewiesen Hohenberg und Kohn eine exakte, variationelle Formulierung des quantenmechanischen Vielteilchenproblem, in der alle gesuchten Eigenschaften durch die ortsabhängige Elektronendichtefunktion bestimmt sind. Kohn und Sham leiteten dann u. a. eine Darstellung ab, in der sich das Dichtefunktional iterativ und selbstkonsistent bestimmen lässt. Ein Grund für den großen Einfluss dieser Arbeiten ist die große Allgemeinheit und breite Anwendbarkeit der Resultate. Sie waren zudem sowohl praktisch wie konzeptionell wichtig. Einerseits erlauben sie mit vergleichbarem Aufwand deutlich genauere Näherungslösungen als frühere Methoden in der Festkörperphysik, Materialphysik und der Chemie. Zum anderen war der Beweis, dass es für jedes molekulare System „das richtige“ Dichtefunktional gibt, auch konzeptionell wichtig: er erlaubt es, statt der Vielteilchenwellenfunktion die direkt beobachtbare und viel leichter interpretierbare Einteilchendichte zu betrachten und führte zu einer sehr produktiven Fokussierung der Forschung auf Auffinden derselben, so der Chemiker Gregory Voth.
1979 war er Gründungsdirektor des Institute for Theoretical Physics in Santa Barbara und spielte mit personellen und inhaltlichen Entscheidungen eine entscheidende Rolle bei der Entwicklung des zunächst für fünf Jahre finanzierten Instituts zu einer renommierten Institution. 1984 wurde er Professor an der University of California, Santa Barbara und seit 1991 war er dort professor emeritus. Seit 1957 war er US-Staatsbürger.
Er stiftete in Wien dem jüdischen Privatrealgymnasium Zwi-Perez-Chajes-Schule und dem Akademischen Gymnasium den Walter-Kohn-Preis für Arbeiten zum Zusammenhang von Menschenrechten und Naturwissenschaft.
Für seine Arbeiten zur Dichtefunktionaltheorie erhielt er 1998 den Nobelpreis für Chemie.
Kohn hatte aus erster Ehe drei Töchter, durch seine zweite Ehe war er mit dem Mikrobiologen Wolf V. Vishniac verschwägert. Er starb am 19. April 2016 in Santa Barbara (Kalifornien) im Alter von 93 Jahren.

## Preise und Auszeichnungen

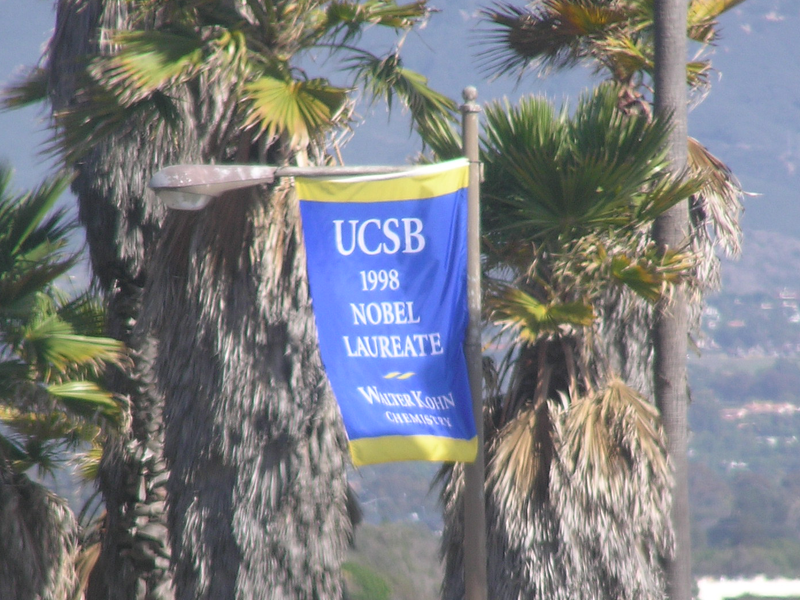
Ein Banner als Hinweis an der University of California in Santa Barbara, dass Walter Kohn 1998 den Nobelpreis für Chemie gewonnen hat.

- 1961: Oliver E. Buckley Preis in Festkörperphysik der American Physical Society (APS)
- 1977: Davisson-Germer-Preis der American Physical Society.
- 1988: National Medal of Science
- 1991: Feenberg-Medaille für seine entscheidenden Beiträge zur theoretischen Festkörperphysik und seine Entwicklung der Dichtefunktionaltheorie, die die Berechnung der elektronischen Struktur von Atomen, Molekülen, Oberflächen und Festkörpern in Physik, Chemie und Materialwissenschaft revolutionierte (Laudatio).[13]
- 1996: Ehrendoktor der Technischen Universität Wien[14]
- 1998: Nobelpreis für Chemie
- 1999: Österreichisches Ehrenzeichen für Wissenschaft und Kunst
- 2002: Prix des trois physiciens
- 2002: Ehrendoktor der TU Dresden[15]
- 2009: Großes Silbernes Ehrenzeichen mit dem Stern für Verdienste um die Republik Österreich[16]
- 2012: Ehrendoktor der Universität Wien[17][18]

Er war seit 1960 Fellow der American Physical Society, seit 1963 Mitglied der American Academy of Arts and Sciences, seit 1969 der National Academy of Sciences und seit 1994 der American Philosophical Society. 2003 wurde er zum korrespondierenden Mitglied der Bayerischen Akademie der Wissenschaften gewählt. Im Jahr 2011 wurde er Ehrenmitglied der Österreichischen Akademie der Wissenschaften (ÖAW). Seit 2006 war er auswärtiges Mitglied der Russischen Akademie der Wissenschaften.

## Werke
- Pierre Hohenberg, Walter Kohn: Inhomogeneous Electron Gas. In: Physical Review. Band 136, 1964, S. B864–B871, doi:10.1103/PhysRev.136.B864.
- W. Kohn, L. J. Sham: Self-Consistent Equations Including Exchange and Correlation Effects. In: Physical Review. Band 140, 1965, S. A1133–A1138, doi:10.1103/PhysRev.140.A1133.

## Recherchehinweis
Walter Kohn wird sowohl online als auch in der gedruckten Sekundärliteratur häufig mit dem 1923 im oberfränkischen Lichtenfels geborenen Politikwissenschaftler Walter Samuel Gerst-Kohn verwechselt bzw. mit dessen biographischen Daten vermischt.